# 88함대
88함대(일본어: 八八艦隊)는 일본 제국 해군의 전함 8척과 순양전함 8척을 근간으로 하는 함대 정비 계획이다.

## 개요
러일 전쟁 이후 미국 해군을 가상의 적으로 선정한 일본 제국 해군의 제국 국방 지침과 제 1차 세계 대전의 전쟁 경기로 인한 경제 성장을 배경으로, 함령 8년 미만의 전함 8척과 순양전함 8척을 근간으로 하고 보조함으로 후루타카급 중순양함과 다수의 5500톤 경순양함, 미네카제급 및 모미급 구축함을 포함한 대규모 함대 정비 계획을 말한다.
제 1차 세계 대전 종전 후 열강 각 나라 간의 군축을 결정한 워싱턴 해군 군축 조약(1921년)으로 인해 부득이하게 주력함을 중심으로 계획 파기 혹은 항공모함으로 변경 등 일부 수정하였다.
1907년 제국 국방 방침의 '국방 소요 병력' 첫 해 결정에서 전함 8척 및 장갑순양함 8척을 계획하였다. 이후 여러 사정으로 인해 1920년 '국방 소요 병력 제 1차 개정'의 예산안이 통과하였다. 당시 일본의 세출이 15억 엔인데 반해 이 함대가 완성됐을 경우 유지비가 6억 엔이나 들기 때문에 함대를 유지하는 건 불가능이었다고 할 수 있다.

## 예정 함명
'84함대안', '86함대안', '88함대안' 참조

## 건조한 군함
- 나가토급 - '나가토', '무쓰' 함께 완성하였다.
- 가가급 - '가가'는 항공모함으로 완성하였다. '도사'는 일단 진수한 뒤 표적함으로 신형 철갑탄이나 어뢰 개발 및 방어력 강화에 중요한 데이터를 얻은 후 자침했다.
- 아마기급 - '아마기'와 '아카기'를 워싱턴 조약으로 항공모함으로 개장하는 것을 결정하였다. 자재는 건조 중지 군함(아타고, 다카오, 기이, 오와리)에서 가져왔다. 그러나 '아마기'는 개장 중 관동 대지진으로 요코스카 해군 공창 도크에서 떨어져 용골이 부러지는 등 회복이 불가능한 손상을 입어 폐기되었고 대신 표적함이 된 '가가'를 항공모함으로 개장했다. '아카기'는 예정대로 항공모함으로 완성하였다. 가가와 아카기가 항공모함으로 되면서 건조 중이었던 쇼카쿠(류조의 개량형으로, 제 2차 세계 대전에서 활약한 쇼카쿠와는 다르다)의 건조가 취소되었다.

## 각 군함의 데이터
나가토급에서 13호함급까지의 제원
| 함급     | 건조 계획 군함수 | 배수량  | 속력    | 주포        | 현측 장갑 두계 | 경사각 | 갑판 장갑 두께 |
| -------- | ---------------- | ------- | ------- | ----------- | -------------- | ------ | -------------- |
| 나가토급 | 2                | 33,800t | 26.5kt  | 41cm포 8문  | 305mm          | 수직   | 75mm           |
| 가가급   | 2                | 39,979t | 26.5kt  | 41cm포 10문 | 279mm          | 15도   | 102mm          |
| 아마기급 | 4                | 41,200t | 30.0kt  | 41cm포 10문 | 254mm          | 12도   | 94mm           |
| 기이급   | 4                | 42,600t | 29.75kt | 41cm포 10문 | 292mm          | 12도   | 118mm          |
| 13호함급 | 4                | 47,500t | 30.0kt  | 46cm포 8문  | 330mm          | 15도   | 127mm          |

또한 13호함급에 대해서는 위의 기록이 일반적으로 서술되고 있으나, 시제안 혹은 상상에 지나지 않아 46cm 포 탑재 군함으로 건조될 가능성이 없었다는 설도 있다. 46cm 포 탑재 근거는 히라가 유즈루 조선관(造船官)이 1921년 제출한 의견서에서 88함대의 마지막 4척은 18인치 포 탑재라고 쓰여있다는 것이다. 마키노는 당초 12문을 목표로 연장 6기, 삼연장 4기, 4연장 2기 · 연장 2기 등을 검토하였고 히라가의 추천으로 5만 톤 안으로 건조하기 위해 18인치 포 8문, 16인치 방어 계획안이 결정되었다고 전해지나 해군 내부에서 그러한 계획 자료는 발견되지 않았다. 그러나 1920년 3월 27일 자료에서 41cm 50구경 포와 46cm 50구경(45구경이 아님) 포의 화력 비교 자료가 존재하고 포탑과 포탄의 구조 도면이 발견되었고 같은 시기의 '주력함의 주포에 관한 건' 자료에서도 '가까운 미래의 주력함에는 46cm 포 10문 이상의 포문 수가 필요함'이라고 했으나 동시에 '신 보충 계획에 의한 주력함에 대해서는 배수량 및 기술력 등으로 인해 46cm 포는 곤란하여 41cm 포로 만족함'이라고 서술하고 있다. 이러한 점으로 46cm 포 탑재 전함의 건조가 아닌 아마기급 순양전함 12척 건조로 비용 절감이 이루어졌다는 관점도 있고 기이급이 계획 번호 B-64' 및 B-65로 나누어 서술되고 있는 점 등으로 별도의 설계안이 존재했다는 가능성도 있다. 그러나 같은 시기 영국 전함이 18~20인치 포를 탑재하였고, 미국에서도 18인치 포 탑재 전함 계획이 다수 존재하는 점 등으로 군함 수를 줄이고 건조 기간을 늘리는 등 46cm 포 탑재 군함이 계획되었다는 가능성도 있다.
어떤 관점이든 간에 13호함급의 47,500톤 (혹은 46,000톤) · 46cm 포 8문 · 30kt (혹은 33.5kt), 개량형은 48,000톤 · 46cm 포 10문이라는 항목 자체가 해군 관계자 및 후쿠이 시즈오 조선관의 예상이지 설계로써 결정된 것은 아니다. 또한 이후 야마토급 전함과 비교하면 이 스펙이 실현될 가능성은 매우 적다고 생각할 수 있다(일반적으로 연장포 4기의 중량은 3연장포 3기의 중량을 뛰어넘는다.).
위 표에서 아마기급 순양전함과 기이급 전함은 큰 차이가 없으나 앞서 건조 예정이었던 아마기급의 실적을 더해 기이급은 보다 강력한 주포와 장갑으로 수정될 예정도 있었다. 아마기급에 비해 포탑과 중앙 수평 갑판의 방어력을 증강하고, 중량 증가를 현측 장갑 일부 감소와 속력 저하로 대응한다는 것이다. '군함 오와리 제조의 건'에서는 '아마기급과 같은 군함 건조의 이점을 잃어버리지 않고 가가급과 동등한 방어력을 갖출 것'이라는 표현을 찾아볼 수 있다.
제 2차 세계 대전 당시의 전함의 시점에서 각 군함의 스펙을 본다면, '전함의 고속화와 순양전함의 방어력 증강이 13호함에서 일치하여 고속전함으로 진화하고 있다'고 볼 수 있으나 계획 당시 시점에서 본다면 '당시 표준적인 순양전함보다 빠른 26.5kt의 전함 4척과 30kt로치였으나 이후 91식 철갑탄은 17.9인치의 장갑을 뚫을 수 있었다(그래서 나가토급, 가가급, 아마기급, 기이급은 완성 당시의 41cm 포탄을 막을 수 있으나 91식 철갑탄은 막을 수 없었기 때문에 나가토급 개장 당시 무거운 장갑을 달게 된 이유가 되었다.). 5호 철갑탄은 41cm 50구경 포에서도 위와 같은 조건 하에 관통력 12.3인치였기 때문에 13호함에 46cm 45구경 포가 탑재된다 하더라도 14인치 정도의 관통력 밖에 낼 수 없었다고 생각할 수 있다. 즉 13호함의 330mm 경사 장갑(제 2차 세계 대전 당시 미국 해군의 아이오와급 전함 보다 두껍다.)은 당시의 46cm 포탄을 방어하기 위함이라고 보는 것이다.
참고
| 함급                | 배수량  | 속력   | 주포          | 현측 장갑 두께 | 경사각 | 갑판 장갑 두께 |
| ------------------- | ------- | ------ | ------------- | -------------- | ------ | -------------- |
| 사우스다코타(BB-49) | 43,200t | 23.0kt | 40.6cm포 12문 | 343mm          | 수직   | 152mm          |
| 렉싱턴 (CC-1)       | 43,500t | 33.3kt | 40.6cm포 8문  | 178mm          | 11.5도 | 57mm           |

실제로 13호함의 장갑 성능은 강력한 방어를 자랑한 영국 해군의 넬슨급보다 약해서 이후 46cm 대응 방어가 가능한 야마토급과 비교하면 41cm 대응 방어가 가능한 46cm 포 탑재 순양전함인 것처럼 보인다. 그러나 제 2차 세계 대전 당시와 13호함 계획 당시는 포탄의 성능이 다르다는 걸 주의해야 한다. 일본 전함의 41cm/45구경 포의 거리 20km 수직 장갑 관통력은 5호 철갑탄으로 10.7인치였으나 이후 91식 철갑탄은 17.9인치의 장갑을 뚫을 수 있었다(그래서 나가토급, 가가급, 아마기급, 기이급은 완성 당시의 41cm 포탄을 막을 수 있으나 91식 철갑탄은 막을 수 없었영향기 때문에 나가토급 개장 당시 무거운 장갑을 달게 된 이유가 되었다.). 5호 철갑탄은 41cm 50구경 포에서도 위와 같은 조건 하에 관통력 12.3인치였기 때문에 13호함에 46cm 45구경 포가 탑재된다 하더라도 14인치 정도의 관통력 밖에 낼 수 없었다고 생각할 수 있다. 즉 13호함의 330mm 경사 장갑(제 2차 세계 대전 당시 미국 해군의 아이오와급 전함 보다 두껍다.)은 당시의 46cm 포탄을 방어하기 위함이라고 보는 것이다.
참고
| 함급   | 배수량  | 속력   | 주포         | 현측 장갑 두께 | 경사각 | 갑판 장갑 두께 |
| ------ | ------- | ------ | ------------ | -------------- | ------ | -------------- |
| 야마토 | 65,000t | 27.0kt | 46cm포 9문   | 410mm          | 20도   | 200mm          |
| 넬슨   | 33,313t | 23.0kt | 40.6cm포 9문 | 356mm          | 6 20도 | 159mm          |

## 영향
위에서 서술한 바와 같이 88함대가 실현된다 해도 당시 일본의 국력에서는 유지 불가능이었고, 워싱턴 해군 군축 조약은 일본에게도 나쁘지 않았다. 그러나 이어지는 1930년 런던 조약에서 이를 받아들이자는 '조약파'와 조약을 반대하는 '함대파'의 대립이 생겼고 해군 내부는 심각한 분열을 맞이하게 되었다.
해군병 학교는 오랫동안 100명 전후로 입학하였으나 88함대 계획에 맞춰 제 50기부터 52기까지 300명으로 대폭 증원했다. 태평양 전쟁 기간 중 사관(즉 군함의 함장급) 대다수가 이 때 증원한 3기의 입학자였다. 평상시라면 퇴역했을 장관은 전시에는 위류가 가능하였고 위관(尉官)은 신규 육성으로 인재를 확보할 수 있으나 사관은 전시에 긴급하게 대규모 증원이 곤란하였다. 결국 우연히도 88함대 계획은 원래라면 급격하게 증원 불가능한 인적 자원을 확보하는 데 공헌하게 되었다.

## 66함대
러일 전쟁 당시 연합함대의 대 러시아 전투에서 고안된 전함 6척, 장갑순양함 6척의 함대 정비 계획이 '66함대'다. 시키시마, 아사히, 미카사, 하쓰세, 후지, 야시마의 전함 6척과 아사마, 도키와, 야쿠모, 아즈마, 이즈모, 이와테의 장갑순양함 6척으로 구성되었다. 이 66함대가 88함대의 원형이라고 할 수 있다. 이와 같이 66함대는 실현되었으나 88함대는 실현 불가능한 계획이 된 이유는 이 때 전노급 전함에서 포스트 유틀란트(Post-Jütland) 군함으로 발전함에 따라 전함 비용이 엄청나게 오르게 된 것이었다. 한편 66함대 정ㅊ비를 시작으로 러일 전쟁과 관련된 군사 예산에 대해 일본이 국가 파탄 직전까지 갔다는 것도 사실이다. 이를 피할 수 있었던 건 제 1차 세계 대전의 전쟁 경기라는 우연한 행운이었다.

## 신 88함대
냉전 말기에 계획된 해상자위대의 1개 호위함대군의 구성이다. 호위함 8척 (DDH : 헬리콥터함 1척, DDG : 미사일함 2척, DD : 범용함 5척)과 초계 헬리콥터 8기(DD는 1척 당 1기로 5기, DDH는 3기, DDG는 탑재 안함)로 편성되었기 때문에 일반적으로 '8함 8기 체제'라고 불리나 일본 해군에서는 '88함대' 혹은 '신 88함대'라고도 말했다.
또한 88함대가 일본 해군 연합함대 전체 구성이었던 것에 비해 이 신 88함대는 해상자위대 호위함대 하나에 4개 존재하는 각 호위함대군 각각의 구성으로 단지 고로아와세지 구상적으로는 완전히 다른 것이다. 원래 4차방에서 8함 10기 체제였던걸 8함 8기 체제로 줄이게 되었다.

## 같이 보기
- 66함대 계획

## 참고 자료

### 온라인
- 방위성 방위연구소, 아시아역사자료센터
  - “軍艦加賀を航空母艦に改造する件” (일본어). 2018년 5월 6일에 확인함.
  - “軍艦天城(赤城)改造工事材料に関する件” (일본어). 2018년 5월 6일에 확인함.
  - “軍艦尾張製造の件” (일본어). 2018년 5월 6일에 확인함.
  - “本邦軍縮状況回報の件” (일본어). 2018년 5월 6일에 확인함.

### 서적
- 小笠原淳隆 (1942년 12월). “八八艦隊”. 《轟沈》 (일본어). 東水社.
- “近代戦艦史”. 世界の艦船 (일본어) (377). 海人社. 1987년 3월.
- 牧野茂 (1987). “艦船ノート” (일본어). 出版共同社. ISBN 4-87970-045-2.
- 福井静夫 (1993). “世界戦艦物語” (일본어). 光人社. ISBN 4-7698-0654-X.
- 총서: 歴史群像→역사군상
  - “砲力と装甲の優越で艦隊決戦に君臨したバトルシップ発達史”. 《世界の戦艦》. 歴史群像太平洋戦史シリーズ (일본어) (学習研究社) 41. 2003. ISBN 4-05-603056-1.
  - “海戦術と兵装の進化に寄与した帝国海軍栄光の足跡”. 《日本軍艦発達史》. 歴史群像太平洋戦史シリーズ (일본어) (学習研究社) 48. 2005. ISBN 4-05-603756-6.
  - “八八艦隊計画 戦艦8隻､巡洋戦艦8隻､海洋国家の根幹を成す大構想”. 《帝国海軍の礎》. 歴史群像 (일본어) (学習研究社). 2011. ISBN 4-05-606374-5.
  - 田村尚也 (2007년 10월). “栄光の50年史 八八艦隊への道”. 《大日本帝国海軍》. 歴史群像 (일본어) (学習研究社) (85): 33~49.
- 奥本剛 (2011). “【図解】八八艦隊の主力艦” (일본어). 光人社. ISBN 978-4-7698-1504-4.